# Hochwolkersdorf
Hochwolkersdorf è un comune austriaco di 1 005 abitanti nel distretto di Wiener Neustadt-Land, in Bassa Austria.